# Lábios de Navalha
"Lábios de Navalha" é uma canção gravada pela cantora brasileira Wanessa Camargo para seu nono álbum de estúdio Universo Invertido (2020). Foi composta por Mimoza Blinsson, Hillary Bernstein, Danny Majic e Wanessa Camargo e produzida por Mister Jam. Foi lançada em 28 de agosto de 2020 como single avulso e posteriormente foi incluída no álbum. A música retrata uma mulher em relacionamento abusivo.

## Antecedentes e lançamento
A faixa foi lançada após o encerramento das gravações de seu W.DOC, uma série documental feita pela cantora em comemoração aos seus 20 anos de carreira completados em 2020. A música estreou com exclusividade no quadro Primeiro Play do programa Popline, da rádio FM O Dia, que tocou a faixa em 27 de agosto de 2020 às 00h, um dia antes do lançamento. Wanessa também enviou a música para alguns youtubers para conteúdo de reação e divulgação da faixa. Após seu lançamento, "Lábios de Navalha" atingiu a posição #1 no ITunes. Sobre a faixa, Wanessa afirmou: "É muito pessoal, de relações abusivas que enfrentei não só uma vez, mas várias. Escrevi essa música em 2015, mas estava guardada. Na época, pensei que era muito forte e nesse ano percebi que era o momento de lançar. Pensei: 'Por que não falar disso agora?'" relatou a cantora

## Videoclipe
O videoclipe foi lançado no dia 28 de agosto de 2020 e conta com a participação de Wanessa juntamente com várias mulheres vítimas de abuso e violência doméstica cantando a faixa em um fundo preto.

## Divulgação
Wanessa apresentou a faixa no programa matinal Encontro com Fátima Bernardes em 15 de setembro de 2020 e no Programa Da Maisa em 26 de setembro de 2020. 